# Helena Fernandes
Helena Maria Ferreira Fernandes (Rio de Janeiro, 19 de outubro de 1967) é uma atriz e ex-modelo brasileira. É casada com o diretor José Alvarenga Júnior.

## Biografia
Helena começou a trabalhar como modelo em 1985, estampando várias campanhas publicitárias. Em 1994 estreou como atriz em uma pequena participação na telenovela de Carlos Lombardi, Quatro por Quatro. O sucesso, porém, veio um pouco mais tarde na telenovela Quem É Você?, de Ivani Ribeiro, onde interpretou a amarga Nádia. Devido ao grande destaque da atriz, foi convida a integrar o time do seriado infantil Caça Talentos, onde deu vida a Silvana, a antagonista principal. Acostumada a interpretar vilãs, como notado em Sítio do Picapau Amarelo e Canavial de Paixões onde interpretou a Raquel no SBT, em 2005 deu uma chance para a comédia interpretando a personagem Ipanema de Jesus no seriado A Diarista. A personagem fez tanto sucesso, que de participação especial se tornou personagem fixo.
Com o fim de A Diarista, em 2007, fez uma pequena participação em Malhação, no mesmo ano. Em 2008, a convite da autora Andréa Maltarolli, entrou para o elenco de Beleza Pura, onde viveu Márcia, uma jornalista que formava um pentágono amoroso com as personagens de Antonio Calloni, Guilherme Fontes, Soraya Ravenle e Reginaldo Faria. Ainda em 2008, participou de um dos episódios da série Faça Sua História. Em 2009, convidada por Maria Mariana e Glória Barreto, entrou novamente para o elenco de Malhação, interpretando dessa vez um papel completamente diferente do que interpretou da outra vez: em 2007, interpretou a "perua" Scarleth, ajudante de Bruna Capettini (Gabriella Vigol); já em 2009, viveu Úrsula, a inescrupulosa mãe de Caio, vilão interpretado por Humberto Carrão. Com o fim da temporada 2009 de Malhação, chegou a ser escalada para a então novela das 19h da Globo, Tempos Modernos, na qual interpretaria Luciana, mas essa participação acabou não ocorrendo, já que nem a personagem nem a atriz entraram na trama. Em 2011, foi escalada para Insensato Coração, de Gilberto Braga e Ricardo Linhares.
Em 2014 á 2015 entrou novamente no elenco de Malhação Sonhos, vivendo Lucrécia Gardel, mãe da Jade Gardel, a sua personagem era uma ex-bailarina e futuramente se tornou professora de dança na Ribalta.
No cinema, participou dos filmes Se Eu Fosse Você e À Deriva, participou da dublagem do filme Os Incríveis, e foi especialmente convidada pela Delart para dublar a versão de Alice no País da Maravilhas produzida por Tim Burton. Depois de 12 anos na Rede Globo, a atriz decide assinar contrato com a RecordTV para interpretar a antagonista principal de Belaventura. sucessora de Escrava Mãe.
Em fevereiro de 2019 volta a Rede Globo para a novela das 7, Bom Sucesso, de Rosane Svartman e Paulo Halm que estreia no final de julho do mesmo ano.

## Vida pessoal
Helena namorou o fotógrafo André Telles entre 1987 e 1993, tendo com ele seu primeiro filho, Yan Telles, nascido em 1988. Em 1995 começou a namorar o diretor José Alvarenga Júnior, com quem se casou em 1998. Em 2003 nasce seu segundo filho, Antônio, sendo o primeiro do casal. No mesmo ano anuncia sua terceira gravidez, nascendo em 7 de março de 2004 seu terceiro filho, Lucas.

## Filmografia

### Televisão
| Ano     | Título                                          | Personagem                                    | Notas                                      |
| ------- | ----------------------------------------------- | --------------------------------------------- | ------------------------------------------ |
| 1993    | Você Decide                                     | Professora                                    | Episódio: "Laços de Sangue"                |
| 1993    | Você Decide                                     | Carminha                                      | Episódio: "Papai ou mamãe"                 |
| 1994    | Quatro por Quatro                               | Janaína                                       | Episódio: "29 de outubro"                  |
| 1996    | Quem É Você?                                    | Nádia Rios                                    |                                            |
| 1996–98 | Caça Talentos                                   | Silvana Karloff                               |                                            |
| 1998    | Labirinto                                       | Letícia Martins Fraga Amorim                  |                                            |
| 1999    | Força de um Desejo                              | Clara Toledo de Mendonça                      |                                            |
| 2000    | Vila Madalena                                   | Luíza                                         | Episódio: "5 de maio"                      |
| 2000    | Terra Nostra                                    | Belinha                                       | Episódio: "2 de junho"                     |
| 2000    | Uga Uga                                         | Alice Herrera                                 |                                            |
| 2000    | Você Decide                                     | Mirthes                                       | Episódio: "Olha o Passarinho"              |
| 2001    | Malhação                                        | Drª. Tânia                                    | Episódio: "19 de março"                    |
| 2001    | Roda da Vida                                    | Sofia Albuquerque                             |                                            |
| 2002    | O Quinto dos Infernos                           | Francisca Gomes da Silva (Chiquinha)          |                                            |
| 2002    | Sítio do Picapau Amarelo                        | Rainha Má                                     | Episódio: "Bruxa Mãe, Bruxa Filha"         |
| 2003    | Kubanacan                                       | Marieta                                       | Episódio: "28 de junho"                    |
| 2003    | Canavial de Paixões                             | Raquel Feberman Santos                        |                                            |
| 2004    | Sob Nova Direção                                | Kátia                                         | Episódio: "Duas Perdidas numa Noite Louca" |
| 2004    | A Diarista                                      | Juliana                                       | Episódio: "Aquele com as Algemas"          |
| 2005–07 | A Diarista                                      | Ipanema de Jesus                              | Temporadas 2–4                             |
| 2007    | Malhação                                        | Scarleth                                      | Episódio: "11 de julho"                    |
| 2008    | Beleza Pura                                     | Márcia Passos                                 |                                            |
| 2008    | Faça Sua História                               | Marlene                                       | Episódio: "Cinema Novíssimo"               |
| 2009    | Malhação                                        | Úrsula Lengruber                              | Temporada 16                               |
| 2010    | Separação?!                                     | Delegada Leni                                 | Episódio: "A Mancha no Vestido"            |
| 2011    | Insensato Coração                               | Gilda Fischer Amaral                          |                                            |
| 2011    | Macho Man                                       | Luíza Fraga                                   | Temporada 2                                |
| 2012    | Malhação Conectados                             | Carmem Nascimento                             | Temporada 19                               |
| 2013    | Guerra dos Sexos                                | Natália                                       | Episódio: "28 de janeiro"                  |
| 2013    | O Dentista Mascarado                            | Drª. Vera Pardal                              |                                            |
| 2013    | Sangue Bom                                      | Lana Ferreto                                  | Episódios: "10–31 de outubro"              |
| 2014    | Malhação Sonhos                                 | Lucrécia Gardel                               | Temporada 22                               |
| 2015    | Os Homens São de Marte... e É Pra Lá Que Eu Vou | Dr. Beth                                      | Episódio: "Sessão de Terapia"              |
| 2016    | Totalmente Demais                               | Ela mesma                                     | Episódio: "15 de março"                    |
| 2017    | Belaventura                                     | Marion Alencastro Bourbon, Condessa de Valedo |                                            |
| 2019    | A Divisão                                       | Nina Borba                                    | Episódio: "2"                              |
| 2019    | Bom Sucesso                                     | Eugênia Machado                               |                                            |
| 2021    | Desjuntados                                     | Helen                                         | 3 episódios                                |

### Cinema
| Ano  | Filme                                       | Personagem         |
| ---- | ------------------------------------------- | ------------------ |
| 2006 | Se Eu Fosse Você                            | Débora             |
| 2009 | Divã                                        | Shirlene           |
| 2009 | À Deriva                                    | Petúnia            |
| 2009 | Os Normais 2 - A Noite mais Maluca de Todas | Mulher no hospital |
| 2017 | Rota de Fuga                                | Dos Santos         |